# Auburn Lake Trails
Auburn Lake Trails es un lugar designado por el censo ubicado en el condado de El Dorado en el estado estadounidense de California. En el año 2010 tenía una población de 3,426 habitantes.

## Geografía
Auburn Lake Trails se encuentra ubicado en las coordenadas 38°53′36″N 120°58′38″O / 38.89333, -120.97722.